# 比利時航空 (2016年)
比利時航空（英語：Air Belgium）為比利時一間航空公司，總部設在蒙－聖吉貝爾，總部設在布魯塞爾南部-沙勒羅瓦機場，成立於2016年，以長途航線和包機業務為主。

## 歷史
比利時航空於2016年成立，行政總裁由前ASL比利時航空和TNT航空行政總裁尼基·泰尔扎基斯（Niky Terzakis）出任，公司初期有意經營往返中國至比利時的航班。
比利時航空首航航班預定為2017年10月來往香港至比利時，由於公司未能取得空運牌照而被迫延期。2017年12月，比利時航空宣佈該航線會在2018年3月開啟營運，採用布魯塞爾南部-沙勒羅瓦機場而非布鲁塞尔机场，旅客可享用較低的機場稅和較高的可達度。2018年3月14日，比利時航空宣佈取得比利時民航局的空運牌照，並計劃四月中開始定期班。
2018年3月29日，比利時航空完成首班商業航班，其比利時航空塗裝的A340-300替蘇里南航空營運阿姆斯特丹—帕拉马里博航線。4月2日，航空公司宣佈由於未取得俄羅斯領空穿越權，香港航線押後至6月3日才營運。
2018年9月21日，比利時航空宣佈香港航線會在冬季航班取消，公司把業務集中在包機服務，並計劃於夏季重開航線。然而2019年3月15日，航空公司宣佈取消香港—比利時的夏季航班，並全數退款給受影響旅客。
2018年底至2019年，英國航空曾向比利時航空濕租A340飛機經營杜拜、開羅和阿布達比航線。其後，蘇里南航空亦有租用比利時航空的A340飛機，開行往返蘇里南巴拉馬利波及荷蘭阿姆斯特丹的航班。
2020年6月，比利時航空公佈上年業績，同時公佈將於2021年開設往來美國、荷屬安得列斯群島及非洲的航線。
2021年1月29日，比利時航空宣佈將增設貨運機隊，初步引入4架貨機（為A330-200F），至同年年尾再增加兩架貨機。同年2月中，比利時航空從卡塔爾航空手上，接收兩架自法國達飛海運集團轄下「達飛貨運航空」租借的A330F，而另外兩架亦於4月1日交付。另一方面，比利時航空於同年7月1日，宣佈將向美國航空租賃公司，租借兩架原訂交付柏林航空的A330-900N，以執飛布魯塞爾至庫拉索的航線，同時取代兩架租賃的A340。

## 目的地
| 國家／地區 | 城市       | 機場                            | 備注               | 參考   |
| ---------- | ---------- | ------------------------------- | ------------------ | ------ |
| 比利時     | 沙勒罗瓦   | 布鲁塞尔南部-沙勒罗瓦机场       | 枢纽               |        |
| 比利時     | 布魯塞爾   | 布鲁塞尔机场                    | 2021年10月15日開航 |        |
| 瓜德罗普   | 皮特尔角城 | 皮特爾角城國際機場              |                    | [ 16 ] |
| 香港       | 香港       | 香港國際機場                    | 已終止             | [ 17 ] |
| 馬提尼克   | 法兰西堡   | 馬丁尼克-亞米-凱薩國際機場      |                    | [ 16 ] |
| 毛里裘斯   | 路易港     | 西沃萨古尔·拉姆古兰爵士国际机场 | 2021年10月15日開航 |        |
| 库拉索     | 威廉斯塔德 | 庫拉索國際機場                  |                    |        |

## 機隊

### 現役機隊

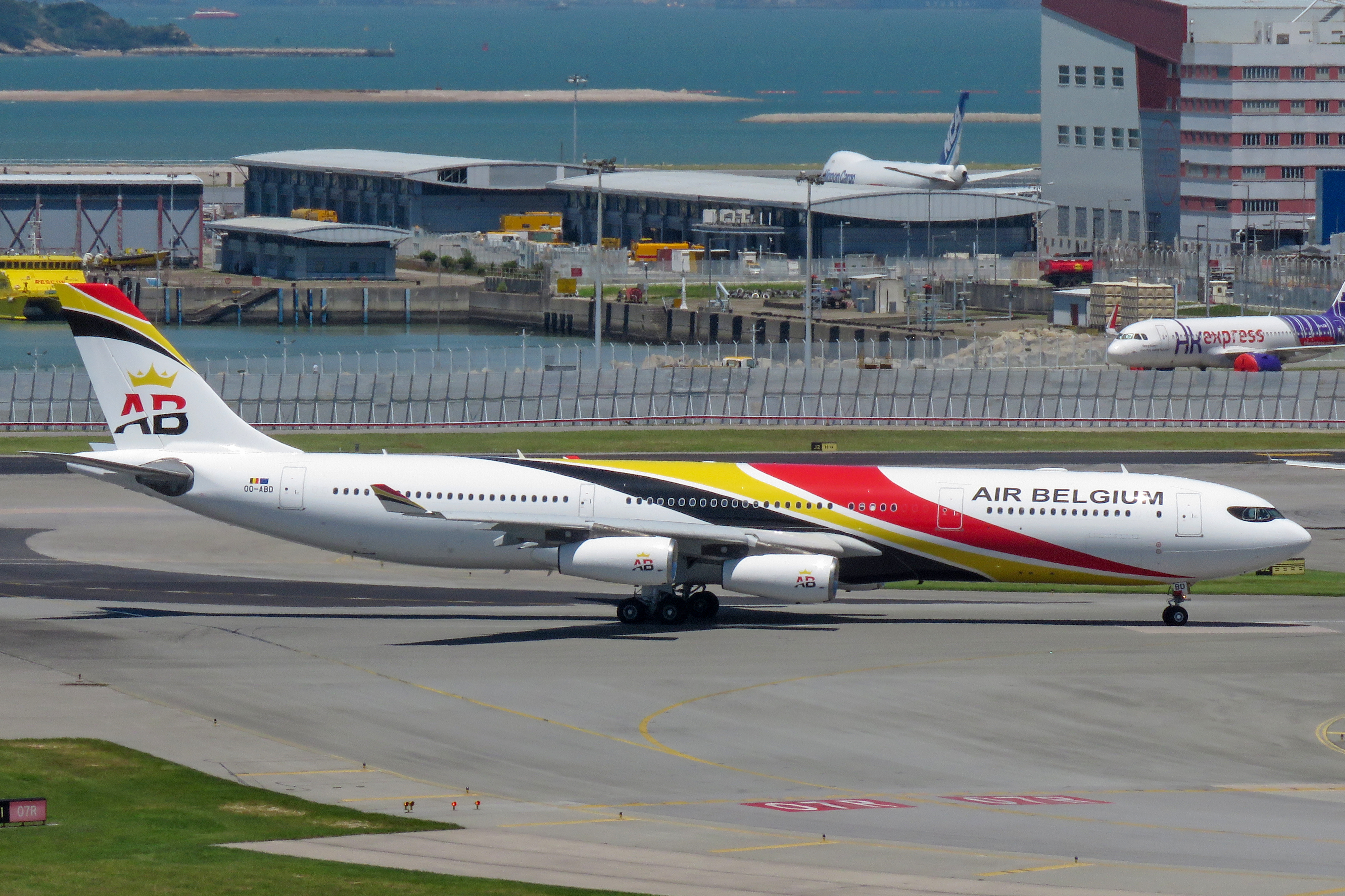
比利時航空的A340-300在香港國際機場

截至2022年2月，比利時航空擁有以下機隊：
| 機型              | 數量 | 已訂購 | 載客量   | 載客量   | 載客量   | 載客量   | 備註                                                                    |
| 機型              | 數量 | 已訂購 | C        | Y+       | Y        | 總數     | 備註                                                                    |
| ----------------- | ---- | ------ | -------- | -------- | -------- | -------- | ----------------------------------------------------------------------- |
| 空中巴士A340-300  | 1    | -      | 18       | 21       | 264      | 303      | 前為芬蘭航空機隊 將被A330-900N取代                                      |
| 空中巴士A330-900N | 2    | -      | 30       | 21       | 235      | 286      | 均為租賃機隊，取代其中兩架A340-300 首架已於2021年10月8日交付            |
| 空中巴士A330-200F | 4    | -      | （貨機） | （貨機） | （貨機） | （貨機） | 前為卡塔爾航空機隊 由達飛貨運航空持有，此公司代為操作                   |
| 波音747-8F        | -    | 2      | （貨機） | （貨機） | （貨機） | （貨機） | 前為沙特阿拉伯航空機隊 由其最大股东北京宏遠控股集團持有，此公司代為操作 |
| Total             | 7    | 2      |          |          |          |          |                                                                         |